# Teorías de alcance intermedio

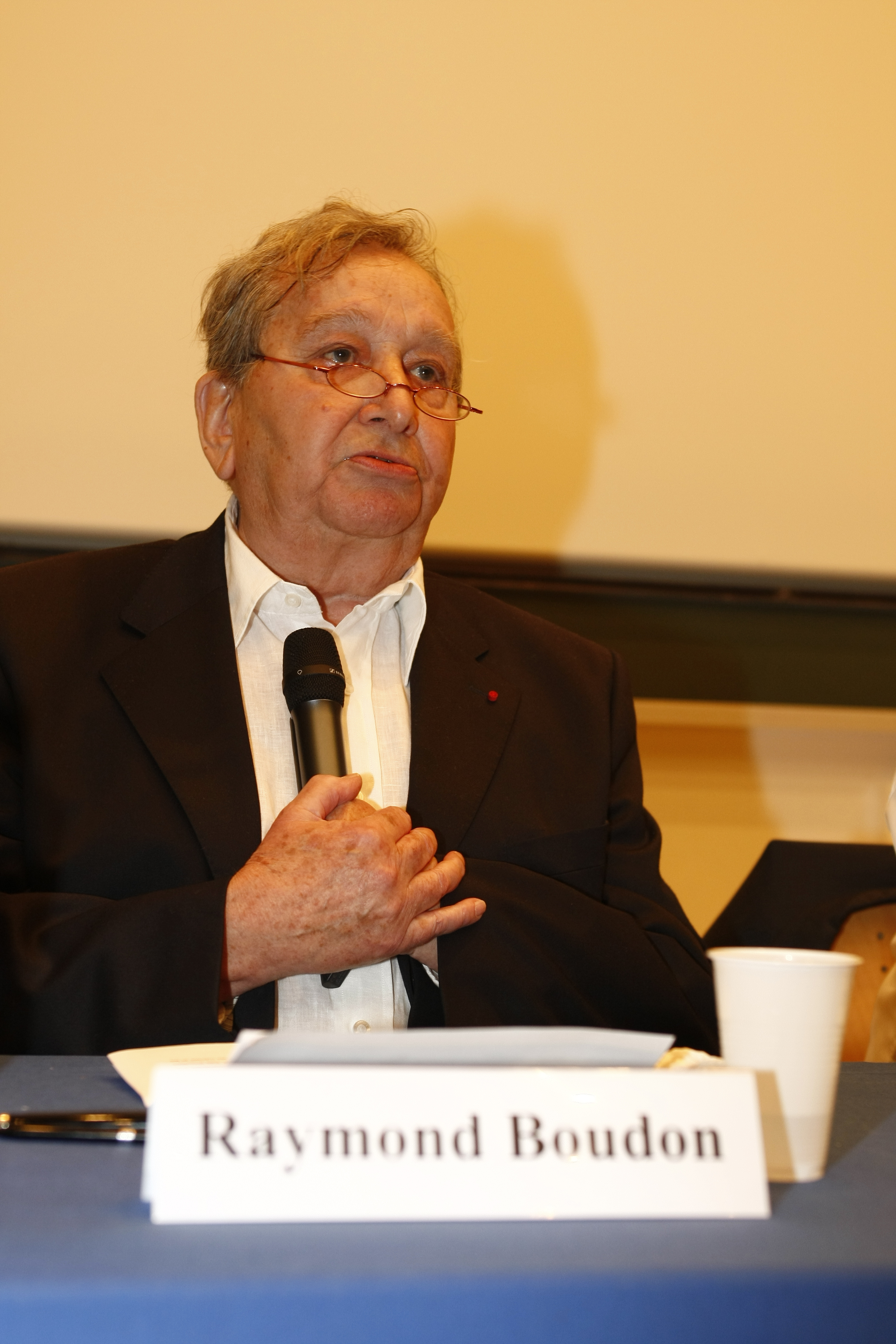
Raymond Boudon, sociólogo francés que escribió sobre la naturaleza de las teorías de alcance intermedio.

Las teorías de alcance intermedio —denominadas más precisamente teorías sociológicas de alcance intermedio, teorías de rango medio o simplemente teorías intermedias; del inglés: middle-range theories o theories of the middle range— constituyen un enfoque sociológico teórico dirigido a integrar la teoría y la investigación empírica, desarrollado por el sociólogo estadounidense Robert K. Merton. No designan un grupo de teorías concreto, sino que refieren más bien a una categoría metodológica. Raymond Boudon ha argumentado que la idea de teoría de alcance intermedio se corresponde con la noción que en la mayoría de las otras ciencias se conoce simplemente con el nombre de “teoría”. La noción de la teoría de alcance intermedio es considerada generalmente una de las contribuciones más importantes de Merton a la sociología, y se ha erigido en la actualidad como el enfoque predominante de facto en la construcción de teoría sociológica.
Aunque no es una de las ideas de Merton mejor articuladas, el concepto atañía —tal como lo definió el propio Merton— a las “teorías intermedias entre esas hipótesis de trabajo menores pero necesarias que se producen abundantemente durante las rutinas diarias de la investigación, y los esfuerzos sistemáticos totalizadores por desarrollar una teoría unificada que explicara todas las uniformidades observadas de la conducta, la organización y los cambios sociales". En otras palabras, se trata de teorías ubicadas en un punto medio entre las teorías generales de los sistemas sociales que están demasiado lejos de los tipos particulares de conducta, organización y cambio sociales para tomarlas en cuenta en lo que se observa y las descripciones ordenadamente detalladas de particularidades no generalizadas. Merton utilizaba la noción de teoría de alcance intermedio principalmente de manera negativa, es decir, para distanciarse tanto de la teoría general como del mero empirismo, pero las definiciones explícitas que proporcionó sobre el concepto fueron más bien vagas.
Las teorías de alcance intermedio incluyen abstracciones, pero están lo bastante cerca de los datos observados para incorporarlas en proposiciones que permitan prueba empírica. En la opinión de Merton, “la teoría de alcance intermedio nos permite trascender el falso problema de un conflicto teórico entre lo nomotético y lo idiotético, entre lo general y lo totalmente particular, entre la teoría sociológica generalizadora y el historicismo.”
Una teoría de alcance intermedio es una teoría capaz de explicar parcialmente una gama de diferentes fenómenos sociales, y constituye un tipo simple de teoría en el sentido de que busca dar cuenta del núcleo de la historia causal más que la historia completa. No pretenden explicar todos los fenómenos de interés sociológico y no están fundadas en reduccionismos. Así pues, tal como lo indica su nombre, las teorías de alcance intermedio tratan aspectos delimitados de los fenómenos sociales. Su principal utilidad radica en constituir un soporte teórico que sirva para orientar la investigación empírica. Entre los numerosos ejemplos, cabe destacar las teorías sobre los grupos de referencia, movilidad social, conflicto de papeles, formación de normas sociales, conducta divergente, consecuencias imprevistas de la acción intencionada, percepción social, control social, interdependencia de las instituciones, etcétera.
Varios comentaristas han argumentado que, en su escepticismo respecto de los sistemas teóricos totalizadores, Merton había desarrollado él mismo una teoría general o sistemática de la sociedad. Estas reconstrucciones del trabajo de Merton coinciden en que la vinculación de lo macro y lo micro era una de sus preocupaciones centrales. Si bien es posible encontrar un marco de este tipo en el trabajo de Merton, no se trata de una teoría propiamente dicha, sino de una orientación general y, como tal, de un preludio a la teoría más que teoría en sí mismo.

## Descripción de las teorías de alcance intermedio

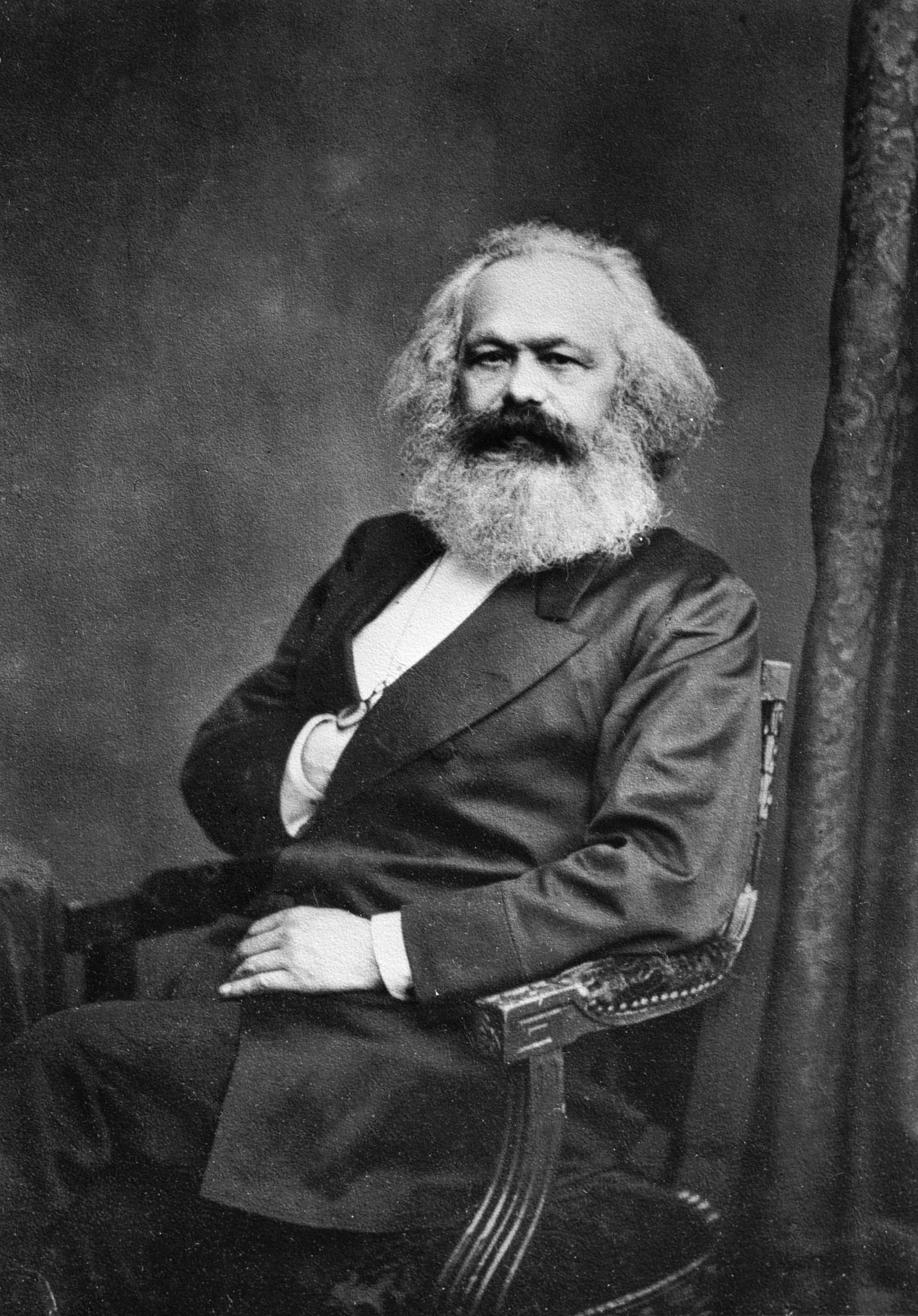
Karl Marx. Merton era crítico respecto de los sistemas sociológicos totales como el materialismo histórico.

Merton propone ocho consideraciones fundamentales para comprender la naturaleza de las teorías sociológicas de alcance intermedio:

1. Las teorías de alcance intermedio consisten en grupos limitados de suposiciones, de las que se derivan lógicamente hipótesis específicas y son confirmadas por la investigación empírica.

2. Estas teorías no permanecen separadas, sino que se reúnen en redes más amplias de teorías […].

3. Estas teorías son lo bastante abstractas para tratar diferentes esferas de la conducta social y de la estructura social, de modo que trascienden la mera descripción o generalización empírica. La teoría del conflicto social, por ejemplo, ha sido aplicada a conflictos étnicos y raciales, al conflicto de clases y a conflictos internacionales.

4. Este tipo de teoría pasa al través de la distinción entre problemas microsociológicos, como lo demuestra en la investigación de pequeños grupos, y los problemas macrosociológicos, como se prueba con los estudios comparativos de la movilidad social y la organización formal, y la interdependencia de las instituciones sociales.

5. Sistemas sociológicos totales de las teorías ―como el materialismo histórico de Marx, la teoría de los sistemas sociales de Parsons y la sociología integral de Sorokin― representan orientaciones teóricas generales, más que sistemas rigurosos y bien construidos […].

6. Como resultado, muchas teorías de alcance intermedio concuerdan con toda una variedad de sistemas del pensamiento sociológico.

7. Las teorías de alcance intermedio están típicamente en línea directa de continuidad con el trabajo de las formulaciones teóricas clásicas. Todos somos herederos residuales de Durkheim y Weber, cuyos trabajos proporcionan ideas a seguir, ejemplifican tácticas de teorización, aportan modelos para saber seleccionar los problemas, y nos instruyen a plantear cuestiones teóricas que se desarrollan a partir de las de ellos.

8. La orientación de alcance intermedio conlleva la especificación de la ignorancia. En lugar de pretender un conocimiento donde en realidad está ausente, reconoce expresamente lo que debe aprenderse aún, con el objetivo de sentar las bases para un mayor conocimiento. No supone, por sí misma, que está a la par con la tarea de dar soluciones teóricas a todos los problemas prácticos urgentes del día, sino que se aboca a aquellos problemas que podrían esclarecerse ahora a la luz del conocimiento existente.

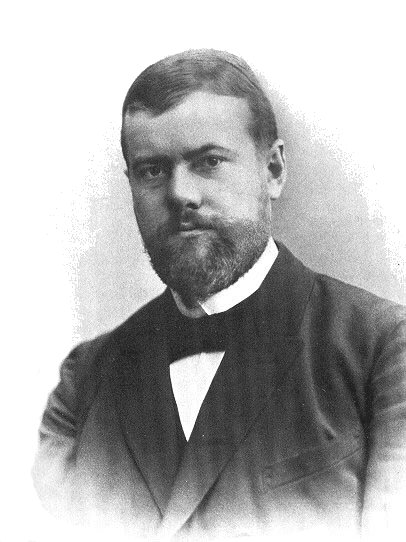
Max Weber. Boudon denunció como “en vano y quijotesco” el intentar de hallar algunos pares de conceptos, como las categorías weberianas Gemeinschaft y Gesellschaft, que sean suficientes para realizar análisis de todos los fenómenos sociales.

Raymond Boudon considera que la teoría de alcance intermedio implica dos cuestiones fundamentales. Una es positiva y describe lo que dichas teorías deberían hacer: las teorías sociológicas, como toda teoría científica, deberían aspirar a consolidar hipótesis y regularidades empíricas que, de no ser por este progresivo proceso de consolidación, permanecerían inconexas. “Si una ‘teoría’ es válida, ‘explica’ y en otras palabras ‘consolida’ y federa regularidades empíricas, que de otro modo aparecerían segregadas.” La otra es negativa y se vincula con lo que la teoría no puede hacer: “es en vano y quijotesco intentar determinar la variable general independiente que operaría en todos los procesos sociales, o determinar el rasgo esencial de la estructura social, o encontrar dos, tres o cuatro pares de conceptos (por ejemplo: Gesellschaft/Gemeinschaft) que basten para analizar todos los fenómenos sociales.”
Las teorías de alcance intermedio no surgen derivadas lógicamente de una sola teoría de aplicación general de los sistemas sociales, aunque pueden ser consistentes con alguna. Merton considera que las teorías generales presentan la suficiente laxitud, diversificación interna y superposición mutua como para que una teoría de alcance intermedio dada pueda a menudo subsumirse en teorías comprensivas, ellas mismas discrepantes en algunos aspectos. El autor menciona que el hecho de que sean congruentes con una diversidad de los llamados sistemas de la teoría sociológica entra en conflicto con la tradicional concepción de los sistemas de pensamiento sociológico como conjuntos de doctrina estrechamente enlazados y mutuamente excluyentes.
Por otro lado, la teoría de alcance intermedio trasciende la generalización empírica; esto quiere decir que no se trata de una proposición que simplemente sintetiza las uniformidades que se detectan en las relaciones entre cierto número de variables, pues las generalizaciones empíricas se desprenden de una serie de asunciones implicadas en la teoría. Constituyen entonces teorías fundamentadas empíricamente —es decir, que abarcan grupos de hipótesis confirmadas— y no solo datos descriptivos organizados o generalizaciones empíricas o hipótesis que lógicamente son dispares e inconexas.

### Diferencias de las hipótesis de trabajo y las teorías inclusivas
Merton no discutió en detalle la distinción entre las hipótesis de trabajo cotidianas y las teorías de alcance intermedio. Con respecto a este tema, se limitó a afirmar que las teorías de alcance intermedio “trascienden la mera descripción o la generalización empírica”, y que “cada teoría es más que una mera generalización empírica, una proposición aislada que resume las uniformidades observadas de las relaciones entre dos o más variables. Una teoría comprende un conjunto de suposiciones de las cuales se han derivado las generalizaciones empíricas.”
Merton puso más empeño en la caracterización del otro extremo del espectro, a saber, las teorías inclusivas. Se refería a ellas como “sistemas totales de la teoría sociológica” o como “esquemas conceptuales maestros” y las describía como “ambiciosas”, “arquitectónicas” y “generales”. La característica central de estas teorías es que buscan abarcar todo el alcance del conocimiento sociológico y que, por lo tanto, son capaces de explicar todos los fenómenos sociales.
En la noción de “teoría de alcance intermedio” queda implícita la idea de que las teorías pueden ser ordenadas a lo largo de una dimensión denominada “gama” o “alcance”. Las teorías generales e inclusivas representarían la cúspide de esta dimensión.

### Explanandumyexplanans: generalidad e inclusividad de las teorías
A fin de aclarar la naturaleza de la teoría de alcance intermedio, es necesario introducir algunas distinciones básicas. Puede decirse que toda explicación consta de dos componentes: un explanandum —es decir, aquel fenómeno que necesita ser explicado— y un explanans ―a saber, aquello que se dice para dar cuenta de determinado tipo de fenómeno, esto es, del explanandum―. Con respecto al explanandum, algunas teorías se concentran en fenómenos altamente específicos y particularistas, mientras que otras intentan dilucidar una amplia gama de fenómenos (o de tipos de fenómenos). La variabilidad de las teorías en torno a esta dimensión determina su grado de generalidad; naturalmente, la generalidad de una teoría entra una relación inversa respecto de su especificidad. Cuanto más amplio sea el conjunto de fenómenos o de tipos de fenómenos examinados, más general será la teoría; y cuanto más general sea, menos específica será debido a que no se puede ser tan específico al tratar grandes conjuntos de fenómenos como se es cuando se trabaja con pequeños grupos o bien con particulares. Por ejemplo, si la teoría A toma en consideración los fenómenos {p, q, r, s} y la teoría B, solo los fenómenos {r, s}, la teoría A será más general y la B, más específica. De esto se infiere que las teorías pueden ser comparadas en relación con su grado de generalidad solo si los fenómenos que explican son del mismo tipo y están vinculados entre sí como un conjunto y un subconjunto. Así, una teoría de los grupos será más general que una teoría de los grupos pequeños o de los grupos de referencia. Teniendo en cuenta lo anterior y dado que la noción de teoría de alcance intermedio no coincide con descripciones detalladas de eventos, procesos o patrones de asociación particulares, pues su nivel de abstracción es mayor, puede afirmarse que el explanandum de este tipo de teoría presenta una generalidad de nivel medio.
Al discutir distintos tipos de explanans, U. Mäki introdujo el concepto de aislación. La aislación es un cierto tipo de abstracción que consiste en centrar la atención en determinados factores explicativos a expensas de otros. Por ejemplo, si una serie de posibles factores explicativos incluye {a, b, c, d} y nos enfocamos únicamente en {a, b}, habremos llevado a cabo una aislación. El conjunto tomado en cuenta, {a, b}, es denominado campo aislado, y el conjunto no considerado, {c, d}, es conocido como campo excluido. Una dimensión importante a la hora de distinguir diferentes tipos de teorías es el tamaño de su campo aislado en relación con su campo excluido. Algunas teorías focalizan su atención en un estrecho conjunto de factores explicativos mientras que otras persiguen una explicación más comprehensiva. Dicho esto, puede afirmarse que el explanans de la teoría de alcance intermedio presenta una inclusividad de nivel medio.
Merton no tenía en mente que las teorías buscaran tomar en cuenta todos los factores explicativos que posiblemente pudieran haber contribuido a explicar los efectos considerados. Implícitamente abogaba por el uso del método de aislación y argumentó que las teorías útiles deberían concentrarse en ciertos elementos que se creyeran importantes e ignorar los otros deliberadamente. El tipo de explicaciones al que se llegaría serían dilucidaciones parciales de “aspectos delimitados de los fenómenos sociales”.
Aunque Merton era un defensor de la teoría simple y abstracta, opinaba que el método de aislación debía emplearse con moderación y no tenía en alta estima a teorías consideradas fundamentalistas como el enfoque de la elección racional de Gary Becker y el enfoque conductista de George Homans. Mientras que los explanandum de estas teorías son muy generales, sus explanans constan de un conjunto extremadamente pequeño de factores explicativos. Becker sostiene que “Los supuestos combinados del comportamiento optimizador, equilibrio de mercado y preferencias estables, utilizados implacable e inquebrantablemente, forman la esencia del enfoque económico.” Por su parte, Homans argumenta que “los principios de la psicología conductista son las proposiciones generales que usamos, sea implícita o explícitamente, al explicar todos los fenómenos sociales”. Merton expresó al respecto:

Mi principal aversión teórica está dirigida a cualquier reduccionismo sociológico, económico o psicológico extremo que pretenda explicar única y exhaustivamente los patrones del comportamiento social y la estructura social.

El hecho de que las teorías de alcance intermedio tengan un explanandum de generalidad media y un explanans de inclusividad media implica que se trata de un tipo de teoría claro, preciso y simple que puede usarse para explicar parcialmente una gama de diferentes fenómenos, pero que no pretende dar cuenta de todos los fenómenos sociales, y que no se funda en ninguna forma de reduccionismo extremo en términos de su explanans. Es una concepción de la teoría sociológica como si fuera una “caja de herramientas” de teorías semigenerales, cada una de las cuales es adecuada para explicar una gama o tipo limitado de fenómenos.

## Contexto epistemológico e historia del concepto
El término “teorías de alcance intermedio” fue acuñado en la primera edición de Teoría y estructura social en 1949. Sin embargo, Merton había introducido la noción el año anterior en un comentario crítico sobre un paper de Talcott Parsons. En su comentario, objetó la confianza de Parsons en la posibilidad de desarrollar una teoría sociológica y el corolario de que sería posible construir una teoría lo suficientemente inclusiva como para tratar todos los fenómenos que resulten de interés para la sociología:

La sociología avanzará en tanto la mayor preocupación sea desarrollar teorías adecuadas para gamas limitadas de fenómenos y se verá obstruida si la atención se centra en la teoría general.

En su obra Teoría y estructura sociales, Merton encuadró su apología a las teorías de alcance intermedio en un marco de crítica a los sistemas totalizadores, los cuales habían hegemonizado la labor sociológica en los orígenes de la disciplina y aún detentaban una posición privilegiada como preocupación fundamental de muchos sociólogos. Merton entendía que en la práctica rara vez se derivaban hipótesis específicas de la teoría sociológica general y que, en comparación con un campo como el de la física, la posibilidad de realizar dichas derivaciones para la mayoría de las hipótesis todavía era un objetivo remoto. También sostenía que la teoría general solo era capaz de proporcionar una orientación general y que en realidad servía como base para la codificación de generalizaciones empíricas y teorías específicas.
Sin embargo, no descalificaba el concepto de teoría sociológica general, sino que cuestionaba, por un lado, la utlidad de la preeminencia que este asunto aún conservaba dentro de la sociología y, por otro, la fertilidad de intentos particulares de desarrollar teorías de esa clase. Fundaba estas apreciaciones en diversas convicciones y observaciones suyas: una supuesta inmadurez de la disciplina sociológica que impediría el desarrollo de un sistema sociológico general fructífero en un futuro cercano; la balcanización de una sociología en cuyo seno abundaban teorías generales consideradas como irreconciliables; la formulación de los distintos sistemas sociológicos por parte de un solo pensador y su falta de adaptabailidad frente a la acumulación de nuevos conocimientos; la desacertada comparación entre la sociología y la física, disciplina supuestamente más evolucionada, que produciría un estado de ansiedad entre los sociólogos por desarrollar un sistema totalizador; las presiones utilitarias sobre una sociología aún no preparada para resolver toda la gama de los problemas sociales actuales y que se protege frente a los cuestionamientos sobre su utilidad en el desarrollo de sistemas generales; etc.
Como acuñador del concepto de teoría de alcance intermedio, Merton ha sido considerado uno de los sociólogos sensibles a la brecha entre sus propios ideales metodológicos y las formas en las que los científicos sociales realmente proceden cuando explican algo. La teoría de alcance intermedio fue legitimada a través de una referencia al ideal deductivo-nomológico, pero permite explicaciones contextuales desvinculadas de las leyes. Esta fue la convicción metodológica dominante en la investigación occidental de posguerra en todas las ramas de las ciencias sociales que trabajaran con variables.
Merton resolvió la disonancia entre el ideal deductivo-nomológico y las estrategias explicativas de la vida real considerando a las teorías de alcance intermedio como temporales. Afirmó que las ciencias sociales eran aún demasiado jóvenes y que cuando maduraran ―tal como la física ya lo habría hecho― el conjunto de las teorías de alcance intermedio convergería en un sistema de leyes universales sobre el modelo de las ciencias naturales experimentales. Concluyó que hasta que las ciencias sociales no estuvieran maduras, debería darse prioridad a las teorías de alcance intermedio, evitando deliberadamente la teoría universal. A partir de esta noción, podría inferirse que las ciencias sociales tendrían un poder deductivo débil y no serían muy parsimoniosas, pero serían fuertes en la construcción de explicaciones contextuales.

### Origen y críticas de los sistemas sociológicos totalizadores

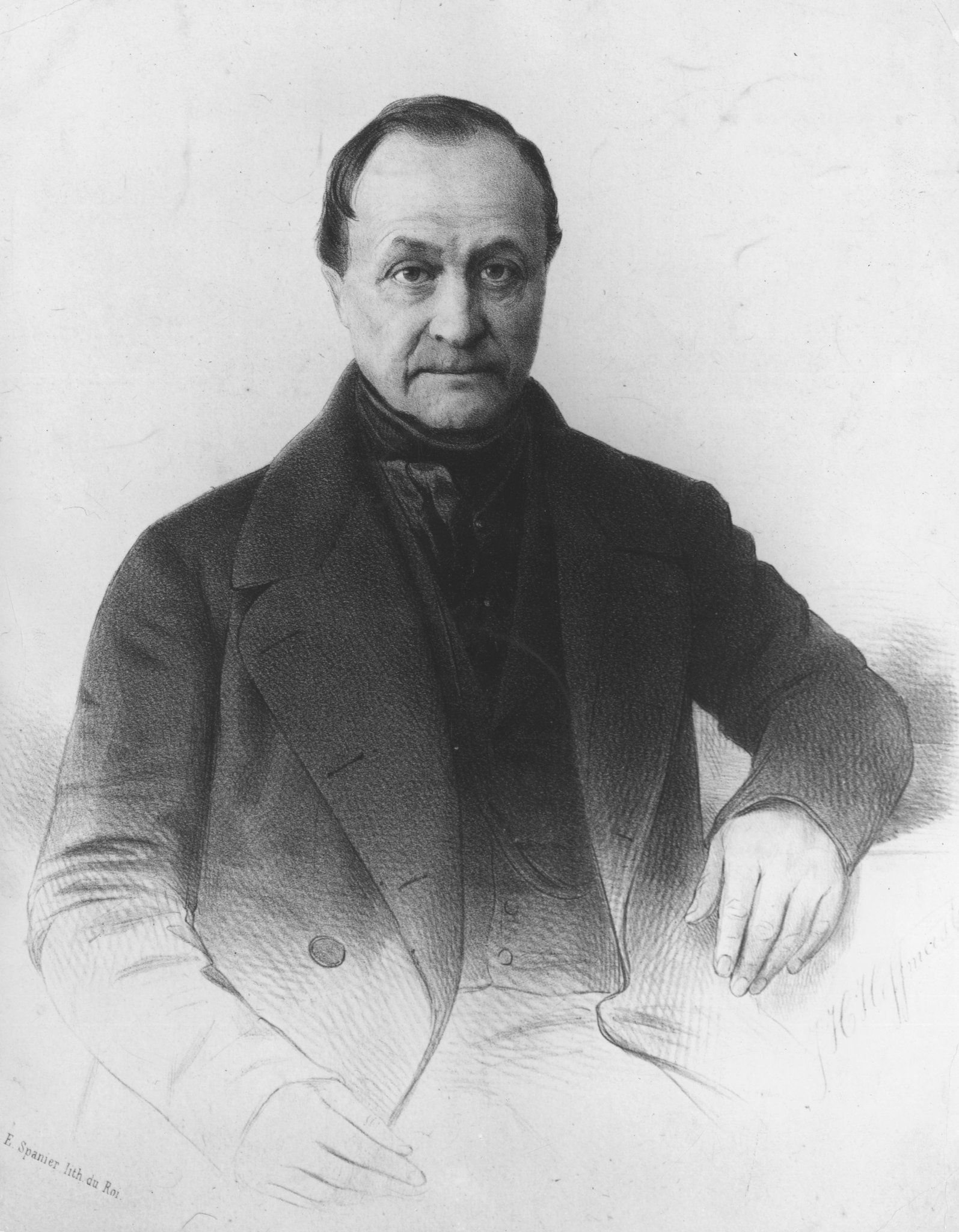
Auguste Comte, uno de los padres de la sociología que Merton identificó como imbuidos de un “espíritu de sistema”.

Merton señaló que algunos de sus contemporáneos aún esperaban la formulación de la teoría sociológica general definitiva en un futuro inmediato, una teoría que fuera lo bastante amplia para abarcar grandes cantidades de detalles empíricamente comprobables vinculados a la conducta y organización sociales y lo bastante fructífera para dirigir la atención de miles de científicos a problemas de investigación empírica. Sin embargo —y dado que adhería al tan discutido supuesto del progreso de las ciencias sociales por acumulación de conocimientos, rechazado por colegas suyos como Ágnes Heller—, Merton creía que la pretensión de aquellos sociólogos estaba aún lejos de realizarse, pues todavía no se habría hecho el trabajo preparatorio suficiente. Argumentaba que un sensato sentido histórico de los cambiantes contextos intelectuales de la sociología daría por tierra con tal aspiración.
La primera sociología se desarrolló en una atmósfera intelectual en la que abundaban los sistemas filosóficos generales. Todo filósofo respetable del siglo XVIII y de comienzos del siglo XIX debía desarrollar su propio sistema filosófico, alcanzando la trascendencia los de Immanuel Kant, Johann Gottlieb Fichte, Friedrich Schelling y Georg Hegel. Cada sistema era un esfuerzo personal por comprender acabadamente el universo, lo material, la naturaleza y el hombre. Estos intentos por construir sistemas filosóficos totales inspiraron a los primeros sociólogos, y así, en el siglo XIX, proliferaron los sistemas sociológicos. Algunos de los fundadores de esta ciencia —entre ellos, Auguste Comte y Herbert Spencer— estaban imbuidos de un “espíritu de sistema”, expresado en sus sociologías y en el resto de sus filosofías de largo alcance. Otros sociólogos —tales como Ludwig Gumplowicz, Lester Frank Ward y Franklin Henry Giddings— intentaron dotar a esta nueva disciplina de legitimidad intelectual, lo que remitía a la necesidad de desarrollar un marco general y definitivo del pensamiento sociológico en lugar de teorías especiales destinadas a orientar la investigación de problemas sociológicos específicos dentro de un marco provisional y en evolución.
Como resultado de lo anterior, casi todos los pioneros de la sociología trataron de moldear su propio sistema. La multiplicidad de estos, cada uno reivindicándose como la genuina sociología, condujo al establecimiento de diferentes escuelas. La sociología no se diferenció únicamente de otras disciplinas; también lo hizo internamente. Sin embargo, esta diferenciación intestina no respondía, como en otras ciencias, a una cuestión de especialización, sino que, más bien como en la filosofía, se vinculaba al conflicto entre sistemas completos típicamente concebidos como mutuamente excluyentes.

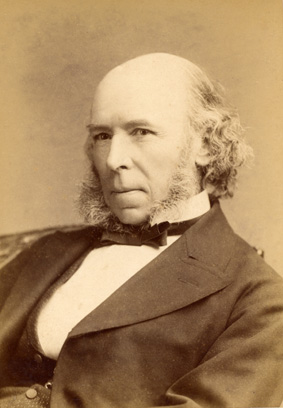
Herbert Spencer, uno de los padres de la sociología que Merton identificó como imbuidos de un “espíritu de sistema”.

Por otro lado, cuando los sociólogos optaron por una vía alternativa para establecer la legitimidad intelectual de su disciplina, tomando su prototipo de la teoría científica en lugar de recurrir al modelo de los sistemas filosóficos, en ocasiones también acabaron intentando crear sistemas totales de sociología, meta que frecuentemente se fundaba —opina Merton— en una o más de tres concepciones básicas erradas sobre las ciencias:
- La primera concepción equivocada supone que los sistemas de pensamiento pueden desarrollarse efectivamente a partir de una gran masa de observaciones básicas que se han acumulado.[24] En las ciencias naturales, las teorías y los sistemas descriptivos se habrían desarrollado adecuadamente, al irse adaptando de manera progresiva al incremento del conocimiento y de la experiencia de los científicos. Sin embargo, en las ciencias sociales, los sistemas a menudo emergían completamente formados de la mente de un solo pensador y, en caso de que atrajeran la atención general, ciertamente se convertirían en sujeto de discusión, pero rara vez atravesarían ese saludable proceso de adaptación gradual derivado de la conjugación de los avances realizados por una gran cantidad de científicos sociales.[25]

- La segunda concepción errónea radicaría en el desacertado supuesto de la contemporaneidad histórica, es decir, la asunción de que todos los productos culturales que existen en el mismo momento de la historia tienen el mismo grado de madurez. Los científicos sociales de la época de Merton vivían en un tiempo en el que la física había alcanzado un alto nivel de precisión teórica y experimental, un gran arsenal de instrumentos de investigación y una abundancia de productos tecnológicos laterales. Los sociólogos tomarían los progresos de la física como norma para evaluar sus propios logros, los que, al no demostrar el grado de desarrollo exhibido por los de aquella ciencia natural, llevarían a los científicos sociales a la pregunta de si era realmente posible una ciencia de la sociedad sin haber instituido antes un sistema sociológico total.[26][nota 6]

- La tercera concepción equivocada alude a que los sociólogos malinterpretarían el estado de la teoría en las ciencias físicas. Irónicamente, ni los mismos físicos sostenían haber logrado un sistema teórico que lo abarcara todo. Según Merton, lo que caracteriza a la física es una serie de teorías especiales, de mayor o menor grado, junto con una esperanza históricamente fundamentada de que estas continuarán conjuntándose en familias de teorías.[27] Los físicos antepondrían los “importantes asuntos de la ciencia” a la expectativa de construir una teoría totalizadora, tarea que se concretaría más tarde.[28][nota 7] Merton opinaba que si, tras siglos de generalizaciones teóricas, la física no había conseguido desarrollar un sistema teórico que lo comprendiera todo, mucho menos lo haría la sociología, que solo habría comenzado a acumular modestas generalizaciones teóricas de base empírica.[29][nota 8]

### Presiones utilitarias sobre los sistemas totalizadores
Según Merton, la convicción instalada entre algunos sociólogos de que debe construirse desde ahora un gran sistema teórico no solo remite a una inapropiada comparación con las ciencias físicas, sino que también es causada por una actitud defensiva por parte de los científicos sociales vinculada a la ambigua posición de la sociología en la sociedad contemporánea. La incertidumbre respecto de si el conocimiento sociológico acumulado basta para satisfacer las exigencias de políticos, hombres de negocios, rectores y estudiantes de universidades, etcétera, induce un estado de celosía en algunos sociólogos, que entienden que ellos deben estar a la altura de estas demandas, sin importar su extravagancia o su falta de congruencia con las posibilidades reales de la sociología en un momento dado. Esta postura se funda en el supuesto extremista de que reconocer menos que el conocimiento total equivale al reconocimiento de la ignorancia absoluta. Es típico de los primeros pasos de una disciplina descuidar los detalles y mostrar ambiciones desmedidamente elevadas en su afán por desarrollar un sistema total capaz de solucionar la totalidad de los problemas que la disciplina abarca.
Tanto la irracionalidad de las exigencias del público como la consecuentemente exagerada ansiedad del científico social serían repercusiones del no tener presente que toda ciencia, incluidas las ciencias sociales, se desarrollan de manera continua y que nada asegura que en algún momento dado estarán en condiciones de dar respuesta a la suma de los problemas que enfrenta la humanidad. Dado que la guerra, la explotación, la pobreza, el racismo y la inseguridad psicológica son males que afectan a buena parte de las sociedades modernas, la ciencia social, afirma Merton, se ve en la infundada obligación de legitimar su existencia encontrando soluciones para todos ellos. Sin embargo, la inmediatez o no del aplacamiento de un problema social práctico no depende de la urgencia o de la magnitud de aquel, puesto que la necesidad tendría que conjugarse con el conocimiento socialmente acumulado —cuya consolidación requiere de tiempo y mantenimiento— si ha de producir un resultado favorable.
Por otro lado, la imposibilidad de las ciencias sociales de resolver estas situaciones en un futuro cercano no implica que no tengan la capacidad de evolucionar. En todo caso, sería la propia duda en las posibilidades de crecimiento de una ciencia —y no el hecho de que esta aún no haya conseguido solventar las principales preocupaciones que le conciernen— lo que retrasaría la llegada del progreso, pues si todo el mundo se apoyara únicamente en lo seguro, no quedaría nadie que se ocupara de aquello que todavía no se hubiese descubierto. Empero, la insistencia de Merton sobre la brecha existente entre los problemas sociológicos prácticos que reclaman resolución y el estado del conocimiento acumulado por dicha ciencia y su efectiva capacidad de resolverlos no desembaraza al sociólogo de las obligaciones de intentar desarrollar progresivamente la teoría general y de trabajar en la investigación directamente aplicable a los mencionados problemas.

## Importancia de las teorías de alcance intermedio
Merton asumía que la sociología avanzaría en tanto se interesara fundamental pero no exclusivamente en el desarrollo de las teorías de alcance intermedio y se estancaría si se focalizaba en los sistemas sociológicos totales. La tarea central de la sociología hoy por hoy sería la de construir teorías especiales aplicables a gamas conceptuales restringidas en lugar de buscar inmediatamente la estructura conceptual global para luego derivar las teorías intermedias.

La teoría sociológica, si ha de avanzar de manera significativa, debe proceder sobre estos planes interrelacionados: 1) desarrollando teorías especiales de las cuales derivar hipótesis que se puedan investigar empíricamente y 2) desarrollando, no revelando súbitamente, un esquema conceptual progresivamente más general que sea adecuado para consolidar los grupos de las teorías especiales.

El riesgo de focalizarse exclusivamente en las teorías especiales radica en la posibilidad de que el alto grado de especificidad de las hipótesis derivadas solo pueda dar cuenta de aspectos restringidos de la conducta, organización y cambio social, no guardando dichas hipótesis relaciones de compatibilidad entre sí. Por el contrario, comprometerse únicamente con el desarrollo de un esquema conceptual maestro a fin de extraer de él la totalidad de las teorías subsidiarias implicaría el riesgo de producir homólogos sociológicos contemporáneos de los grandes sistemas filosóficos del pasado, es decir, esquemas “con toda su sugestiva variedad, su esplendor arquitectónico y su esterilidad científica”; el extremo grado de abstracción impediría una cohesión fluida con las observaciones empíricas.
Merton sostenía que el único modo posible de obstruir la consecución de esquemas sociológicos generales efectivos se verificaría, paradójicamente, en que cada sociólogo carismático se esforzara por crear su propio sistema teórico general, tal como ocurrió en los albores de la disciplina, pues la permanencia de este particularismo solo conduciría a “la balcanización de la sociología, con cada principado regido por su propio sistema teórico.” Lo ideal sería consolidar paulatinamente las teorías de alcance intermedio en una teoría sociológica que no constituyera la invención de un único hombre y que permitiera transformar a las teorías intermedias en casos particulares de formulaciones de mayor generalidad.

Obsérvese cuán pocas, cuán diseminadas y cuán insignificantes son las hipótesis sociológicas específicas que se derivan de un esquema conceptual maestro. Las proposiciones de una teoría generalizadora van tan adelante de las teorías especiales confirmadas que siguen siendo programas irrealizados y no consolidaciones de teorías que al principio parecían discretas. […] una gran parte de lo que ahora se describe como teoría sociológica consiste en orientaciones generales hacia datos, sugiriendo tipos de variables que las teorías deben, de alguna manera, tomar en cuenta, más que declaraciones verificables, claramente formuladas, de las relaciones entre variables especificadas. Tenemos muchos conceptos pero pocas teorías confirmadas; muchos puntos de vista, pero pocos teoremas; muchas “aproximaciones” pero pocas terminaciones. Quizá algunos cambios ulteriores de hincapié serán para bien.

[…] Nuestra discusión sobre la teoría de alcance intermedio en sociología pretende hacer explícita una decisión política a la que se enfrentan todos los teóricos sociológicos. ¿A cuál dedicar la mayor parte de nuestras energías colectivas y recursos?: ¿a la investigación de las teorías confirmadas de alcance intermedio o a la investigación de un esquema conceptual que lo incluya todo? Creo —y las creencias están, por supuesto, notablemente sujetas a error— que las teorías de alcance intermedio son las que prometen más, con tal que su búsqueda se conjugue con un interés continuo por consolidar las teorías especiales y convertirlas en grupos más generales de conceptos y proposiciones mutuamente consistentes. […]

## Ejemplos de teorías de alcance intermedio
Las teorías de los grupos de referencia y de la privación relativa ―ejemplos de teorías de alcance intermedio desarrollados por Merton en su capítulo “Sobre las teorías sociológicas de alcance intermedio” en Teoría y estructura social― parten de la sencilla idea de que la gente toma las normas de personas que considera importantes como base para su propia apreciación y evaluación. Algunas de las inferencias extraídas de esta idea se oponen a lo que pudiera esperar el sentido común. El sentido común, por ejemplo, sugeriría que cuanto mayor sea la pérdida real sufrida por una familia en un desastre general, mayor será la severidad de su sentimiento de privación. Esta creencia se funda en la concepción de que la magnitud de la pérdida objetiva está relacionada linealmente con la apreciación subjetiva de la pérdida y que esta apreciación se limita a la propia experiencia. Sin embargo, la teoría de la privación relativa sostiene una hipótesis diferente: las apreciaciones dependen de las comparaciones que la gente hace entre su propia situación y la de otras personas, percibiéndose estas como mutuamente comparables. Esta teoría, por lo tanto, indica que, bajo ciertas condiciones, las familias que hayan sufrido importantes pérdidas se sentirán menos privadas que aquellas cuyas pérdidas hayan sido pequeñas si se encuentran en situaciones que las inducen a compararse con gentes con pérdidas aún mayores. La investigación empírica brinda apoyo la teoría de la privación relativa en lugar de a los supuestos del sentido común. Esta pauta se ve reforzada por la inclinación de las comunicaciones públicas a enfocarse en las víctimas más castigadas, práctica que tiende a instituirlas como grupo de referencia frente al cual incluso otras víctimas pueden comparecerse favorablemente. Estas pautas de autoapreciación a su vez influyen sobre la distribución de la moral en la comunidad de los supervivientes y, en consecuencia, sobre su motivación para ayudar a los demás. Dentro de un tipo de conducta particular, por lo tanto, se deriva de la teoría de la privación relativa una serie de hipótesis que puede someterse a prueba empírica. La conclusión a la que se llega puede explicarse con bastante simpleza: cuando solo unos pocos han salido perjudicados casi en el mismo grado, el dolor y la pérdida de cada uno parecen grandes; en cambio, cuando son muchos los damnificados y los perjuicios experimentados por diferentes personas varían en gran medida, incluso pérdidas bastante grandes resultan empequeñecidas frente a otras aún mayores. La probabilidad de que se hagan estas comparaciones guarda relación la variable visibilidad de las pérdidas de mayor o menor grado.
La noción de la profecía autocumplida, definida por el propio Merton en Teoría y estructura sociales, ofrece otro buen ejemplo de teoría de alcance intermedio. Una profecía autocumplida consiste en una predicción que, si bien no es cierta en el sentido de que las condiciones objetivas iniciales en medio de cuales se formula no son propicias para que se dé el fenómeno anticipado, una vez divulgada, suscita ella misma un comportamiento tal en las personas que terminará provocando efectivamente el resultado que, según se había pronosticado, habría de producirse por otras causas. Los individuos creen erróneamente que la realidad precede a su creencia cuando es su creencia —infundada, por cierto— lo que da forma a la realidad.
La del efecto Mateo es otra teoría formalmente postulada por Merton que se inscribe dentro de la categoría de teorías de alcance intermedio. El efecto Mateo ―así denominado por una cita en el evangelio de Mateo que refleja la esencia de la teoría― refiere a un proceso de ventaja acumulativa, que hace al rico más rico y al pobre más pobre. Al amplificar los procesos de acumulación de ventajas y desventajas, el efecto Mateo magnifica inequidades, por ejemplo en el marco de la reputación de los científicos y de la influencia de su trabajo. En el seno del sistema de recompensas del campo científico, las inequidades están parcialmente determinadas por las diferencias reales en la magnitud de las contribuciones de los académicos —lo que hace que el sistema parezca funcionar de manera justa y efectiva—, pero esas diferencias dependen primordialmente de juicios que los científicos se forman; estos juicios están configurados por su experiencia previa y por las características de los sistemas de estratificación y comunicación de la ciencia, ambos factores desvinculados del alcance y la calidad de las contribuciones de sus colegas.

## Aceptación y rechazo a las teorías de alcance intermedio
La política de las teorías de alcance intermedio encontraba su mayor respaldo entre los sociólogos que llevan a cabo investigaciones empíricas orientadas teóricamente. La mayor parte de los sociólogos comprometidos con un estudio humanista de la historia del pensamiento social o con la construcción de una teoría sociológica total en un futuro inmediato consideraron que la práctica de enfatizar la importancia de las teorías de alcance intermedio implicaba renunciar a aspiraciones apropiadamente ambiciosas. Por otro lado, una postura más moderada aceptaba que privilegiar la formulación de estas teorías no involucraba olvidar la inveterada preocupación por el desarrollo de una teoría más inclusiva, la cual emergería eventualmente tras la consolidación de las teorías de alcance intermedio y no a través de teorizaciones a gran escala no supeditadas a procesos de revisión.
Al igual que muchos otros asuntos científicos polémicos, la disputa sobre la aceptación o el rechazo de la formulación de teorías de alcance intermedio como principal tarea del sociólogo en la actualidad, sobre si entre las distintas alternativas consideradas es este enfoque el que representa el uso óptimo de los recursos intelectuales, no se restringe a una mera crítica intelectual, sino que pone de manifiesto un conflicto social. Esta discusión descansa sobre un desacuerdo entre distintas concepciones acerca del rol que el sociólogo debería desempeñar hoy en día y no responde tanto a las contradicciones entre ideas sociológicas sustantivas. A medida que las opiniones se polarizan, surgen críticas a versiones estereotipadas de las posturas tomadas por unos y otros sociólogos:

Los teóricos de alcance intermedio son estereotipados como meros olfateadores o descubridores de hechos o como meramente sociógrafos descriptivos. Y los teóricos cuyo objetivo es la teoría general son estereotipados como inveteradamente especulativos, completamente desinteresados de la apremiante evidencia empírica o como comprometidos inevitablemente con las doctrinas que están formuladas de tal manera que no pueden comprobarse.

De esta manera, los sociólogos pertenecientes a una u otra postura consideran el trabajo de sus adversarios sobre la base de lo que estos estereotipos hostiles los predisponen a percibir. Este proceso de polarización resulta nocivo para el desarrollo de un análisis concienzudo y ecuánime de los resultados de la labor sociológica, pues los teóricos de cada campo descalificarían el trabajo producido por los sociólogos de actitud contraria pues entenderían que es evidente que aquel no contendría verdad alguna. La principal motivación del estudio del trabajo del otro —afirma Merton— llega a ser la de descubrir nuevos elementos que permitan reforzar las críticas.
Merton sugiere que el proceso de mutua alienación y estereotipación podría ser reforzado por el incremento en la cantidad de escritos sociológicos publicados. La incapacidad de los sociólogos para leer la totalidad de los textos que se publiquen en su campo llevaría a una creciente selectividad, lo cual conduciría, a su vez, a que aquellos que en un principio eran contrarios a determinado tipo de trabajo sociológico dejaran de estudiar las publicaciones que podrían haber dado por tierra con su concepción estereotipada de la postura alternativa.

Las orientaciones sociológicas que no son sustancialmente contradictorias son consideradas como si lo fueran. Conforme a estas posiciones de todo o nada, la investigación sociológica debe ser estadística o histórica; o bien las grandes cuestiones y problemas de la época deben ser los únicos objetos de estudio, o bien estas cuestiones reacias deben evitarse totalmente porque no son propias de la investigación científica, etc., etc.

Adicionalmente, esta dicotomía no admitiría terceros no comprometidos. Si bien es cierto que habrá sociólogos que no adopten una postura absoluta, estos serán calificados de “meros eclécticos”, invalidando para ambas posiciones extremas sus afirmaciones; o se les tachará de “renegados” que han abandonado las verdaderas doctrinas. Por último, podrían ser concebido como “tibios” o “simples mirones” que, a causa de su timidez o conveniencia, rehuirían a comprometerse en el dilema entre “el bien sociológico puro” y “el mal sociológico puro”.
Merton reconoce finalmente que no existe una manera fácil de determinar un óptimo empleo de los recursos en una disciplina científica, lo cual encontraría parcialmente su causa en una discrepancia fundamental en lo referente a los criterios de lo óptimo. Sin embargo, atribuye a estos conflictos la capacidad de restringir los alcances del “reino de las ortodoxias” y los desequilibrios teóricos en la distribución del trabajo sociológico. De este modo, las críticas dirigidas al hecho de que problemas, métodos y orientaciones teóricas descuidados deberían estar sujetos a una atención más concertada contribuyen a la diversificación del trabajo sociológico, pues tienen el potencial de modificar la tendencia a concentrarse en un estrecho rango de problemas. A su vez, una mayor heterodoxia incrementaría las probabilidades de que los teóricos se embarcaran en aventuras científicamente productivas, hasta que estas tomen la forma de nuevas ortodoxias.

### Partidarios de la política de la teoría de alcance intermedio
A pesar de que fue Merton quien instituyó la categoría de “teoría sociológica de alcance intermedio”, la política de la teoría de alcance intermedio tiene una larga historia. Francis Bacon fue el primero en arrogar gran importancia a los “axiomas intermedios” en la ciencia:

Sin embargo, no conviene permitir que la inteligencia salte y se remonte de los hechos a las leyes más elevadas y generales (tales como los primeros principios de la naturaleza y de las artes, como se les llama), y dándoles una incontestable autoridad, establezca según esas leyes generales, las secundarias, como siempre hasta ahora se ha hecho, a causa de estar inclinado el espíritu humano por tendencia natural, y además por estar formado y habituado a ellos desde largo tiempo por el uso de demostraciones completamente silogísticas. Mucho habrá que esperar de la ciencia cuando el espíritu ascienda por la verdadera escala y por grados sucesivos, de los hechos a las leyes menos elevadas, después a las leyes medias, elevándose más y más hasta que alcance al fin las más generales de todas.

Las leyes menos elevadas no difieren mucho de la simple experiencia; pero esos principios supremos y muy generales que la razón en la actualidad emplea, están fundados sobre nociones abstractas y carecen de solidez. Las leyes intermedias, al contrario, son los principios verdaderos, sólidos y vívidos en cierto modo, en los que descansan todos los negocios y las fortunas humanas; por encima de ellos, finalmente, están los principios supremos, pero construidos de tal suerte que no sean abstractos y que los principios intermedios los determinen.

Herbert Butterfield señala que Bacon parece haber previsto de manera curiosa y significativa la estructura que la ciencia adquiriría en un futuro. A su vez, Bacon declara haberse inspirado en Platón:

Y Platón, en su Teetetes, observó: “Que los particulares son infinitos, y las generalidades más elevadas no dan la suficiente dirección; y que el meollo de todas las ciencias, lo que hace que difiera el artista del inexperto, están en las proposiciones intermedias, las que, en todo conocimiento particular están tomadas de la tradición y la experiencia.”

Del mismo modo en que Bacon reconoce a Platón como su predecesor, John Stuart Mill y George Cornewall Lewis se refieren a Bacon como el suyo. A pesar de que Mill no concuerda con Bacon respecto del modo lógico vincular “las leyes más generales” con los “principios intermedios”, la influencia de aquel se vuelve visible en estas palabras:

Bacon ha observado juiciosamente que los axiomata media de toda ciencia constituyen principalmente su valor. Las generalizaciones más bajas, en tanto explicadas y resueltas por los principios intermedios de los que son las consecuencias, tienen solo la imperfecta exactitud de las leyes empíricas; mientras que las leyes más generales son demasiado generales e incluyen demasiado pocas circunstancias para dar suficiente indicación de lo que sucede en los casos individuales, donde las circunstancias son casi siempre sumamente numerosas. Por lo tanto, en la importancia que Bacon asigna, en toda ciencia, a los principios intermedios, es imposible estar en desacuerdo con él. Pero considero que ha estado radicalmente equivocado en su doctrina respecto a la forma en la que ha de llegarse a esos axiomata media […] (es decir, la inveterada adicción de Bacon a la inducción total, que no deja lugar alguno para la deducción).

Por otro lado, Lewis encuentra en Bacon un respaldo para sus “teorías limitadas” en la ciencia política. Sostiene que se puede desarrollar una gran cantidad de teoremas válidos si se restringe la observación a ciertas clases de comunidades:

[…] podemos formar teorías limitadas, predecir tendencias generales y leyes predominantes de causa, las que podrían no ser ciertas, en su mayoría, si se hacen extensivas a toda la humanidad, pero que poseen una presunta verdad si se limitan a ciertas naciones […]

[…] es posible ampliar la región de las políticas especulativas, consecuentemente con la verdadera expresión de los hechos, al estrechar el grado de observación, y al confinarnos nosotros mismos a una clase limitada de comunidades. Mediante la adopción de este método, podemos aumentar el número de los verdaderos teoremas políticos los cuales pueden tomarse de los hechos, y, al mismo tiempo, darles más plenitud, vida y sustancia. En lugar de ser meras generalidades vacías y pobres, se parecen a los Media Axiomata de Bacon, los que son expresiones generalizadas del hecho, pero que sin embargo, están lo suficientemente cerca de la práctica para servir de guías en las cuestiones de la vida.

Más allá de sus diferencias, los anteriores enfoques subrayan la importancia estratégica de teorías intermedias empíricamente confirmadas. Posteriormente, otros autores, como Karl Mannheim, Adolf Löwe y Morris Ginsberg, han destacado la importancia de distintas categorías homólogas a las teorías de alcance intermedio. Por su parte, Frank H. Hankins aventura la siguiente apreciación:

las teorías de alcance intermedio parecen […] tener mayor significación explicativa [que las teorías sociológicas totales]. Aquí se ha hecho mucho en relación con la comunicación de masas, la estratificación de las clases, la burocracia, los grupos pequeños de varios tipos y otros aspectos importantes de la totalidad social. [E ilustrando el asunto de la polarización de las opiniones respecto de la política de las teorías de alcance intermedio, Hankins concluye]: Acaso encontremos que solamente esas tengan un valor realista y práctico.

El marxista Arhtur K. Davis sostiene que, a diferencia del enfoque más general de Talcott Parsons, el enfoque de alcance intermedio —que define como un análisis empírico en un medio conceptual limitado— está bien concebido y parece asegurar más firmemente el contacto continuo necesario con las variables empíricas.
Prescindiendo llamativamente de tomar una posición polarizada, Peter H. Rossi, sociólogo abocado a la investigación empírica y estudioso de la historia reciente de la sociología, llegó a las siguientes conclusiones respecto de las teorías de alcance intermedio:

La concepción de las “teorías de alcance intermedio” logró amplia aceptación tanto entre los sociólogos orientados primordialmente hacia la investigación, como entre los interesados en la teoría. Aún es muy pronto para poder estimar el grado en que esta idea afectará las relaciones entre teoría e investigación en la sociología norteamericana. Hasta ahora, su aceptación ha traído consigo ventajas condicionadas. En el lado negativo, los investigadores que han sido vulnerables a la acusación de “meros empiristas” tienen, en esta concepción de la teoría, una forma conveniente de elevar la categoría de su trabajo sin cambiar su forma. En el lado positivo, ha tendido a mejorar la categoría de la investigación que se guía por consideraciones teóricas de naturaleza limitada; por ejemplo, el estudio de grupos pequeños. En opinión de quien esto escribe, se puede obtener un gran beneficio esencialmente reorientando la actividad teórica de los amplios esquemas teóricos a niveles que estén más estrechamente ligados con las capacidades actuales de nuestra técnica de investigación.

Retomando las ideas de Rossi respecto de la elevación del estatus de las investigaciones de aquellos “meros empiristas”, cabe destacar que el concepto de teoría de alcance intermedio ha sido utilizado en ocasiones, de manera no muy apropiada, para respaldar una serie de investigaciones descriptivas desprovistas de orientación teórica. No obstante ello, una aplicación errada del concepto no anula su validez. De hecho, como sociólogo que comprende el interés aunado de la investigación empírica con la importancia teórica, Rossi en realidad alienta la política de las teorías de alcance intermedio.
El Suicidio, la célebre monografía de Émile Durkheim, posiblemente constituya el ejemplo clásico del empleo y desarrollo de la teoría de alcance intermedio. En consecuencia, no es de sorprender que sociólogos de la tradición durkheimiana, tales como Armand Cuvillier, hayan apoyado esta reorientación teórica. Cuvillier enfatiza el hecho de que la teoría de alcance intermedio se ocupa tanto de la investigación microsociológica como de la macrosociológica, de los estudios experimentales de los grupos pequeños así como del análisis comparativo de aspectos específicos de la estructura social. También David Riesman adhiere a la idea de que las investigaciones macrosociológicas no implican un sistema total de la teoría sociológica y agrega que es preferible trabajar en un rango intermedio, no centrarse en los “grandes descubrimientos” o en la investigación “básica” y moderar las pretensiones.
Con respecto a la inveterada tradición europea de intentar desarrollar un sistema sociológico total satisfactorio y el esperable rechazo que dicha inclinación podría producir hacia las teorías de alcance intermedio, lo cierto es que esa relación de causalidad no siempre se verifica en la realidad. Salustiano del Campo mantenía la esperanza de que “las teorías de rango medio” redujeran las polémicas entre las escuelas de pensamiento sociológico y contribuyeran a su continua convergencia. Hans L. Zetterberg y Andrzej Malewski, probablemente los responsables del análisis más meticuloso de la estructura lógica de la teoría de alcance intermedio, destacan la manera en que las teorías especiales han ido consolidándose en grupos de teoría que se amplían sucesivamente.
El propio Pitirim Sorokin, abocado al desarrollo de la teoría sociológica en gran escala, adjudica reiteradamente un lugar de importancia a la teoría de alcance intermedio. Reconoce los desarrollos teóricos modernos por resultar de utilidad para las “uniformidades de gama media”. Asimismo, considera que las tipologías seleccionadas de sistemas culturales son aceptables en tanto, atendiendo a su naturaleza de “generalizaciones de gama media”, no sean exageradas y generalizadas en exceso. Distingue, a su vez, en su revisión de la reciente investigación sociológica, la práctica de descubrir hechos de la de constatar “uniformidades de generalidad de ‘grado medio’”. Mientras que de lo primero solo surgiría “material puramente local, temporal, ‘informativo’, sin valor cognoscitivo general”, lo segundo permite la comprensión de una maraña de sucesos históricos que no serían inteligibles de otro modo:

Sin estas generalizaciones, estamos completamente perdidos en esa selva y sus hechos interminables tienen poco sentido en sus cómo y sus porqué. Con unas cuantas reglas principales que nos sirvan de guía, nos podemos orientar en la oscuridad de la selva. Tal es el papel cognoscitivo de estas reglas y uniformidades limitadas, aproximadas y prevalecientes.

Puede percibirse cómo Sorokin descalifica la exaltación de los hechos que, en lugar de esclarecer las ideas sociológicas de las que solo constituyen ejemplos, las oscurecen. Por esta razón, incluso siendo que prefiere personalmente la búsqueda de un sistema sociológico general, ve en las teorías de gama intermedia guías válidas para la investigación.

### Opositores a la política de la teoría de alcance intermedio
Se ha argumentado que las teorías de alcance intermedio apelan a bajas ambiciones intelectuales. Robert Bierstedt fue uno de los sociólogos que expresó esta opinión con más elocuencia:

Hasta nos han invitado a renunciar a aquellos grandes problemas de la sociedad humana en que se ocuparon nuestros antecesores en la historia del pensamiento social y, en su lugar, buscar lo que T. H. Marshall denominó […] “peldaños intermedios” y otros sociólogos a partir de entonces, “teorías de alcance intermedio”. Pero ¡qué ambición tan anémica es ésta! ¿Nos empeñaremos en obtener una victoria a medias? ¿Dónde están las visiones que nos atrajeron inicialmente al mundo del conocimiento? Siempre había pensado que los sociólogos también sabían soñar y que creían […] que la ambición de un hombre debería exceder a su capacidad.

Merton señala que podría deducirse a partir de esa cita que Bierstedt preferiría aferrarse a la optimista ambición de desarrollar una teoría general totalizadora antes que aceptar la “ambición anémica” de la teoría de alcance intermedio, o que considera las soluciones sociológicas a los grandes y urgentes “problemas de la sociedad humana” como la piedra de toque teóricamente importante de la sociología. Aquel primer autor replica que ambas inferencias estarían equivocadas, ya que la teoría de alcance intermedio es frecuentemente aceptada en la práctica por aquellos que en la teoría la rechazan abiertamente, entrando así en contradicción consigo mismos. El propio Bierstedt identifica La ética protestante y el espíritu del capitalismo, de Max Weber, como una de las mayores obras investigativas de la sociología, lo que conduce a Merton a expresar una gran dificultad a la hora de intentar armonizar dicha apología a la monografía de Weber y su anterior argumentación respecto de que la teoría de alcance intermedio se caracteriza por la mediocridad de sus ambiciones, pues La ética protestante constituye un modelo ejemplar de teorización en el rango medio; ahonda sobre un tema contundentemente restringido, ejemplificado en una época histórica precisa con implicaciones para otras sociedades y otros tiempos; hace uso de una teoría limitad sobre los modos en que se vinculan el compromiso religioso y la conducta económica; y coadyuva a la construcción de una teoría en cierta manera más inclusiva sobre las formas de interdependencia entre las instituciones sociales.
En primer lugar, la observación de Bierstedt respecto de que las teorías de alcance intermedio son ajenas a las aspiraciones de la tradición sociológica implica que este concepto es de aparición reciente en términos relativos. No obstante ello, la política de la teoría de alcance intermedio tiene una larga historia. Por otro lado, Bierstedt parece asumir que la teoría de alcance intermedio excluye toda posibilidad de investigación macrosociológica en la que una teoría particular engendra hipótesis específicas para ser examinada a la luz de datos sistemáticamente reunidos. Este supuesto carece fundamentos sólidos, pues la labor macrosociológica se centra en teorías específicas y delimitadas acerca de las interrelaciones entre los componentes de la estructura social que pueden someterse a la prueba empírica sistemática, empleando aquella misma lógica que opera en la investigación microsociológica.
Ralf Dahrendorf es otro crítico del enfoque de la teoría de alcance intermedio que ilustra la polarización de las opiniones respecto de ese asunto. Dahrendorf sostiene que el teórico de alcance intermedio pretende haber descubierto una panacea para una teoría sociológica contemporánea:

Mi objeción a sus formulaciones [las de Marshall y Merton] no está, por tanto, dirigida contra estos trabajos [—había reconocido previamente que la mayoría de sus trabajos demuestran el tipo de interés en los problemas por el que él abogaba—] sino contra su suposición explícita de que todo lo que está mal en la teoría reciente es su generalidad y que simplemente reduciendo el nivel de generalidad, podemos resolver todos los problemas.

A esto Merton responde que los teóricos de alcance intermedio no sostienen que las falencias de la teoría sociológica resulten únicamente de su excesiva generalidad. Por el contrario, las verdaderas teorías de alcance intermedio exhiben un alto grado de generalidad, que les permite trascender una época o cultura particular. Sin embargo, estas teorías no se derivan de un sistema teórico único y total, sino que concuerdan con una multiplicidad de orientaciones teóricas. La confirmación de las teorías de alcance intermedio se nutre de una variedad de datos empíricos, y, en caso de que estos datos contradigan los postulados de alguna teoría general, tanto peor para esa teoría.
Otra crítica achacada a las teorías de alcance intermedio es la de que estas fragmentarían el campo de la sociología en teorías especiales y desconectadas. Aunque en la sociología se hayan verificado efectivamente tendencias a la fragmentación, no es muy probable que esto sea consecuencia de centrar el trabajo sociológico en el desarrollo de teorías de alcance intermedio. Lejos de eso, las teorías de gama media se proponen consolidar los hallazgos empíricos.
Por su parte, algunos sociólogos soviéticos ligaron la teoría de alcance intermedio al positivismo:

[En la opinión de G. M. Andreeva, el enfoque está concebido] al nivel de un orden relativamente bajo de abstracción, el cual en principio no va más allá de los datos empíricos. El conocimiento “teórico” a este nivel está nuevamente en la categoría del conocimiento empírico, pues la propia teoría se reduce en esencia al nivel de las generalizaciones empíricas […]

Merton contraargumenta que esta falsa idea formada en torno a la naturaleza de la teoría de alcance intermedio requiere poca discusión, pues ya había diferenciado anteriormente el concepto de teoría (es decir, un grupo de proposiciones lógicamente interrelacionadas del cual se derivan hipótesis comprobables empíricamente) y el de generalización empírica (a saber, una proposición aislada que resume las uniformidades observadas de las relaciones entre dos o más variables). Agrega además que esa errada concepción podría tener su origen en el compromiso con una teoría sociológica total y en el temor a que aquella se vea amenazada por las teorías de alcance intermedio.
Los sociólogos que sostienen la existencia de una teoría total capaz de comprender íntegramente el conocimiento sociológico están inclinados a pensar que la sociología debe adecuarse en todo momento y lugar al conjunto de las demandas prácticas que se le hace. Esta concepción guarda relación con el rechazo a la teoría de alcance intermedio, tal como lo ilustra el siguiente fragmento de G. Osipov y M. Yovchuk:

Es bien conocida la opinión de Merton de que la sociología aún no está madura para una teoría comprensiva integral y que solamente hay unas cuantas teorías disponibles en un nivel intermedio de abstracción, cuya significación es relativa y temporal. Nos sentimos justificados a creer que esta definición no puede aplicarse a la sociología científica marxista. La comprensión materialista de la historia, descrita por vez primera por Marx hace aproximadamente 125 años, ha sido comprobada por el tiempo y por todo el proceso del desarrollo histórico. La comprensión materialista de la historia se basa en el estudio concreto de la vida social. El surgimiento del marxismo en la década de 1840 y su ulterior desarrollo se ha ligado orgánicamente y apoyado en la investigación de problemas sociales específicos.

Este abordaje de problemas sociales específicos ―lo que los sociólogos soviéticos llaman “investigación sociológica concreta”― no se deriva a través de procedimientos lógicos de la orientación teórica general del materialismo histórico; y, cuando no se han desarrollado teorías de alcance intermedio, estas investigaciones han tendido hacia el “empirismo práctico”: la recolección metódica de solo la información suficiente para considerar a la hora de tomar decisiones prácticas. Deben incorporarse —opina Merton— a teorías más abstractas de alcaance intermedio si ha de salvarse la brecha entre la orientación general del pensamiento marxista y las generalizaciones empíricas.

## Repercusiones sobre la sociología analítica
Existe una variación considerable entre las teorías de alcance intermedio en cuanto a su profundidad causal. Algunas son meras asociaciones entre variables o eventos, mientras que otras explican en detalle los mecanismos que típicamente engendran determinado tipo de fenómenos sociales. Justamente sobre esta segunda clase de teorías de alcance intermedio es que versa la sociología analítica contemporánea. La sociología analítica se ocupa de explicar hechos sociales importantes ―tales como la estructura de las redes sociales, los patrones de segregación residencial, las creencias típicas, los gustos culturales, las maneras de actuar comunes, etc.― detallando de forma clara y precisa los mecanismos a través de los cuales los hechos sociales considerados se producen, en vez de intentar dar cuenta de ellos meramente relacionándolos a otros hechos sociales a nivel macro. Estos mecanismos refieren invariablemente a las acciones de los individuos y las relaciones que vinculan a los distintos agentes. Algunas de las ideas de Merton se asemejan a lo que hoy en día llamamos individualismo estructural, doctrina íntimamente relacionada con la sociología analítica, que sostiene que los hechos sociales deben ser explicados como repercusiones intencionales o no intencionales de las acciones de los individuos, atribuyendo a su vez una importancia explicativa sustancial a las estructuras sociales en las que los individuos se hallan insertos. Teorías de alcance intermedio tales como la de la profecía autocumplida y la del efecto Mateo han sido consideradas íconos de la sociología analítica por ser claras y simples, estar basadas en la acción, integrar dinámicamente los fenómenos de los niveles micro y macro y ser lo suficientemente generales para ser aplicables a una gama de diferentes ámbitos pero siempre dentro de aspectos delimitados de lo social.